# Olympische Winterspiele 1960/Teilnehmer (Südkorea)
| Gelbes Symbol für Goldmedaillen mit stilisierten Olympischen Ringen | Graues Symbol für Silbermedaillen mit stilisierten Olympischen Ringen | Braundes Symbol für Bronzemedaillen mit stilisierten Olympischen Ringen |
| ------------------------------------------------------------------- | --------------------------------------------------------------------- | ----------------------------------------------------------------------- |
| —                                                                   | —                                                                     | —                                                                       |

Südkorea nahm an den VIII. Olympischen Winterspielen 1960 im US-amerikanischen Squaw Valley Ski Resort mit einer Delegation von sieben Athleten in drei Disziplinen teil, davon fünf Männer und zwei Frauen.

## Teilnehmer nach Sportarten

### Eisschnelllauf
Männer
- Jang Yeong
500 m: 44. Platz (50,0 s)
1500 m: 41. Platz (2:25,3 min)

- Choi Yeong-bae
1500 m: 42. Platz (2:26,7 min)
5000 m: 34. Platz (8:57,8 min)
10.000 m: 28. Platz (18:15,5 min)

- Chang Rin-won
1500 m: 44. Platz (2:30,7 min)
5000 m: 35. Platz (9:01,6 min)
10.000 m: 26. Platz (17:45,7 min)

Frauen
- Han Hye-ja
500 m: 22. Platz (53,8 s)
1000 m: 20. Platz (1:48,8 min)
1500 m: 23. Platz (2:55,6 min)

- Kim Kyung-hoi
500 m: 21. Platz (53,2 s)
1000 m: Rennen nicht beendet
1500 m: 21. Platz (2:48,6 min)
3000 m: 20. Platz (6:08,2 min)

### Ski Alpin
Männer
- Yim Kyung-soon
Abfahrt: 61. Platz (3:34,4 min)
Riesenslalom: disqualifiziert
Slalom: 40. Platz (4:56,1 min)

### Skilanglauf
Männer
- Kim Ha-yoon
15 km: 54. Platz (1:15:26,5 h)